# Гардовый шлях
Гардовый шлях (укр. Гардовий шлях), также известен как Королевский шлях (укр. Королівський шлях) — одна из дорог в юго-западной части территорий Вольностей Войска Запорожского низового конца XV—XVIII веков. Получил название от города Гард (Гардово, ныне село Богдановка Доманёвского района Николаевской области Украины) на реке Южный Буг — центра Бугогардовской паланки и известного центра запорожской торговли. Название «Королевский» получил, очевидно, от польского короля Яна Ольбрахта из династии Ягеллонов, который в 1489 году, ещё как королевич, шёл с войском этим шляхом и на нём одержал победу над турецко-татарским войском.
Путь выходил из Подолья, проходил через реку Южный Буг по одному из каменных мостов, построенных во времена великого князя литовского Витовта, и направлялся к устью реки Каменка (приток Днепра), где в 1709—1711, 1730—1734 годах была Каменская Сечь, затем — до Кызы-Кермена (ныне город Берислав), а оттуда — до Таванского перевоза (между крепостями Кызы-Кермен и Ислам-Кермен, позже вблизи последней возник город Каховка) через Днепр и далее на Крым.